# Rhododendron christii
Rhododendron christii är en ljungväxtart som beskrevs av Förster. Rhododendron christii ingår i släktet rododendron, och familjen ljungväxter. Inga underarter finns listade i Catalogue of Life.